# S-nery
S-nery（サナリィ）は、かつて存在した日本の声優ユニットである。

## 概要
白倉由美がプロデューサーを勤め、MADARA PROJECT（現：大塚英志事務所）製作のラジオ番組にパーソナリティとして青二プロダクションジュニア所属の新人声優であった3人が選ばれた。その番組上で結成されたのがS-neryである。

### メンバー
- 桑島法子
- 前田このみ
- 桂川千絵
- 前田千亜紀 (現 前田ちあき)
- 豊嶋真千子

### リーディングストーリー
彼女たちを語る上で欠かせないのがリーディングストーリーと呼ばれる朗読劇である。
どこか不思議な音楽、静かで純度の高い語りが特徴で、白倉由美の独特の世界観と相まって回を経るごとに多くの支持を獲得して行った。

### 活動履歴
95年9月桑島法子、前田このみ、桂川千絵を白倉由美がオーディションで選出する。無名の新人起用に各方面から反対される。青二プロは別のアイドル声優を推していた。
デビューはTBSラジオファンタジーゾーン水曜日 マダラプロジェクトアワー 声優育成シミュレーション「学園少女」から始まった。まず最初に3人のユニット名をリスナーから募集し、S-neryと決まる。S-neryとはSalad Days Scenery の略であり、Salad Daysは、シェイクスピアの戯曲「アントニーとクレオパトラ」のクレオパトラの台詞 My Salad days. When I was green in judgementに由来し物事を良く知らない頃，青二才の意味である。
白倉由美と桑島法子の仲が悪いことがファンの間で知られている。
千のプラトーは曲を何度も変更、詩全面書き換えし、桑島が番組中生で歌ったものとはCDは別のものである。
桑島と豊嶋がGIRLS BEというユニットを結成するが番組は無関係とし、おいしいところだけとる会社がいて、千のプラトーも桑島のシングルでいきたいとレコード会社が言ってきたがS-neryのCDということになった経緯がある。

## CD

### シングル
- 聖痕のジョカ
- 「夢さめ戦隊サナリー」/フィール・フォー・ラヴ~愛をさがして

### アルバム
- 学園少女
- 東京星に、いこう Vol.1
- 東京星に、いこう Vol.2
- 東京星に、いこう Vol.3
- 聖痕のジョカ Vol.1
- 聖痕のジョカ Vol.2
- 聖痕のジョカ Vol.3
- 夢さめ戦隊ラジオ・イイナ Vol.1
- 夢さめ戦隊ラジオ・イイナ Vol.2
- 飛ぶ教室、その他の短編
- 白倉由美作品集ベストセレクションシリーズ
  - VOL.1 S-neryベスト盤『夢からさめない』
  - VOL.3 S-neryリーディングストーリー『東京星に、いこう』総集編
  - S-neryボーカルベストコレクション

### ゲーム
- イイナ